# Afrocarpus falcatus
Afrocarpus falcatus (sin. Podocarpus falcatus) é uma espécie de árvore da família Podocarpaceae. É nativa das florestas montanas do sul da África, onde é distribuída no Malawi, Moçambique, África do Sul e Essuatíni. É generalizada, em algumas áreas abundantes, e não é considerada ameaçada, mas é uma árvore protegida na África do Sul. É cultivada como uma árvore ornamental, especialmente na África do Sul, e ocasionalmente no exterior.

## Descrição
Trata-se de uma conífera persistente que cresce até cerca de 45 metros de altura, mas conhecida por atingir 60 metros. Em elevações mais altas e em habitações costeiras expostas, raramente excede 25 metros de altura. O tronco pode ter 2 a 3 metros de largura e é marrom-acinzentado a avermelhado. É uma espécie dioica, com estruturas masculinas e femininas em plantas separadas. A pinha masculina é marrom e mede 5 a 15 milímetros de comprimento por 3 milímetros de largura. Cresce a partir das axilas foliais. A pinha fêmea tem uma escala com uma semente de cerca de 1 a 2 centímetros de comprimento. A semente verde-acinzentada é semelhante à drupa.

## Usos
A madeira é boa para construção, principalmente para construção naval. Também é transformado em compensado e usado na fabricação de muitos produtos, incluindo móveis, caixas, cubas, brinquedos, implementos agrícolas, instrumentos musicais e ferrovias. É usado na construção de casas. Também é usado como lenha. Alguns exemplos de madeira antiga da África do Sul foram criados com a madeira desta árvore. A casca contém 3-4% de tanino e é usada para curtir couro. A madeira é útil, mas não muito durável, pois é suscetível a fungos, besouros e cupins.
A semente é comestível, mas resinosa. A casca e as sementes têm sido usadas na medicina tradicional africana. A árvore é cultivada como um ornamento e também para evitar a erosão. Foi usada como uma árvore de Natal.

## Conservação
A espécie tem sido vulnerável à exploração madeireira, uma prática que provavelmente acabou com muitos espécimes grandes e antigos. Em algumas partes da África do Sul, a extração de madeira cessou, mas em outras regiões a situação é desconhecida. Em geral, não é considerada uma ameaça atual.